# Nazionale maschile under 18 di baseball della Francia
La nazionale maschile under 18 di baseball francese rappresenta la Francia nelle competizioni internazionali di età non superiore ai diciotto anni.

## Piazzamenti

### Europei
- 1988 :  3°
- 1989 :  3°
- 1990 :  3°
- 2009 :  3°